# Miss Bélgica 2023
Miss Bélgica 2023 fue la 55.ª edición de Miss Bélgica, que se llevó a cabo el 11 de febrero de 2023 en el Teatro Plopsaland en De Panne, Bélgica. Debido a la ausencia de la reinante Miss Bélgica, Chayenne Van Aarle, Darline Devos coronó a Emilie Vansteenkiste de Brabante Flamenco al final del evento. Vansteenkiste representará a Bélgica en Miss Universo 2023 o Miss Mundo 2023.
La organización Miss Bélgica tuvo que lidiar con la desgracia desde la última semana antes del evento. La reinante Miss Bélgica, Chayenne Van Aarle, tuvo un grave accidente automovilístico unos días antes del evento. Ella no estuvo presente en el evento porque aún tenía que recuperarse. El evento fue aplazado unas horas antes del inicio por sospechas de atentado terrorista. Un sospechoso fue arrestado, se encontraron armas en su automóvil y después de que la policía registró completamente el lugar, el espectáculo comenzó con un retraso.

## Resultados
| Posiciones        | Candidata |
| ----------------- | --- |
| Miss Bélgica 2023 | - Brabante Flamenco - Emilie Vansteenkiste |
| Primera finalista | - Flandes Occidental - Claire Lansenebre |
| Segunda finalista | - Brabante Valón - Victoria Kembukuswa |
| Tercera finalista | - Lieja - Cécile Deltour |
| Cuarta finalista  | - Limburgo - Haïfa Salem Ali |
| Quinta finalista  | - Namur - Léna Forseille |
| Top 15            | - Amberes - Nell Joostens - Amberes - Ailani Ibens - Bruselas - Beyza Ozciftci - Limburgo - Charlotte Van Den Berghe - Limburgo - Christina Lalomia - Limburgo - Eva Keusters - Namur - Leia Van Hove - Flandes Oriental - Cheany Van der Jeugt |

### Premios especiales
| Premio                             | Candidata                                |
| ---------------------------------- | ---------------------------------------- |
| Miss Talento (Talent)              | Flandes Occidental - Claire Lansenebre   |
| Miss Playa (Beach)                 | Brabante Valón - Victoria Kembukuswa     |
| Miss Redes Sociales (Social Media) | Limburgo - Eva Keusters                  |
| Miss Deporte (Sport)               | Namur - Solyne Husson                    |
| Miss Caridad (Charity)             | Flandes Occidental - Claire Lansenebre   |
| Miss Modelo (Model)                | Brabante Flamenco - Emilie Vansteenkiste |

## Candidatas
32 candidatas compitieron por el título.
| Provincia          | Candidata                | Edad | Ciudad natal  |
| ------------------ | ------------------------ | ---- | ------------- |
| Amberes            | Caprice Coyne            | 19   | Geel          |
| Amberes            | Marlies Peeters          | 20   | Lint          |
| Amberes            | Nell Joostens            | 25   | Lint          |
| Amberes            | Ailani Ibens             | 17   | Amberes       |
| Brabante Flamenco  | Noa Kiekens              | 22   | Liedekerke    |
| Brabante Flamenco  | Emilie Vansteenkiste     | 21   | Elewijt       |
| Brabante Valón     | Victoria Kembukuswa      | 19   | Waterloo      |
| Brabante Valón     | Lara Viegas              | 19   | Nivelles      |
| Bruselas           | Beyza Ozciftci           | 21   | Schaerbeek    |
| Flandes Occidental | Claire Lansenebre        | 24   | Knokke-Heist  |
| Flandes Occidental | Sjoukje Degraeve         | 24   | Torhout       |
| Flandes Occidental | Janah Vanderper          | 25   | Roeselare     |
| Flandes Oriental   | Cheany Van der Jeugt     | 24   | Buggenhout    |
| Flandes Oriental   | Lena Gonzales Blanco     | 21   | Aalst         |
| Flandes Oriental   | Demmi Van Bossche        | 25   | Eeklo         |
| Flandes Oriental   | Esmée Van Walle          | 25   | De Klinge     |
| Flandes Oriental   | Elise Casier             | 19   | Gent          |
| Henao              | Silva Hakobyan           | 25   | Quaregnon     |
| Henao              | Perrine Blampain         | 22   | Neufmaison    |
| Henao              | Valentine Roger          | 19   | Cuesmes       |
| Lieja              | Noémie Rosato            | 25   | Nandrin       |
| Lieja              | Kessia-Simao Viera       | 21   | Verviers      |
| Lieja              | Cécile Deltour           | 25   | Dison         |
| Limburgo           | Christina Lalomia        | 19   | Genk          |
| Limburgo           | Haïfa Salem Ali          | 20   | Bilzen        |
| Limburgo           | Charlotte Van Den Berghe | 26   | Heusden       |
| Limburgo           | Amy Rombaut              | 19   | Nieuwerkerken |
| Limburgo           | Eva Keusters             | 25   | Tessenderlo   |
| Luxemburgo         | Gwendoline Gouverneur    | 22   | Durbuy        |
| Namur              | Solyne Husson            | 22   | Yvoir         |
| Namur              | Léna Forseille           | 18   | Temploux      |
| Namur              | Leia Van Hove            | 20   | Franière      |